# Лютеж
Лютеж (на сръбски: Љутеж или Ljutež) е село в Югоизточна Сърбия, Пчински окръг, община Владичин хан.

## Население
Според преброяването на населението от 2011 г. селото има 140 жители.

### Етнически състав
Данните за етническия състав на населението са от преброяването през 2002 г.
- сърби – 254 жители
- неизяснени – 27 жители